# دیک پوپ
دیک پوپ (به انگلیسی: Dick Pope؛ زادهٔ ۱۹۴۷ – درگذشتهٔ ۲۲ اکتبر ۲۰۲۴) فیلم‌بردار اهل بریتانیا بود.
وی، با مایک لی، کارگردان بریتانیایی، همکاری‌های متعددی داشته‌است.
پوپ، موفق شد برای فیلم‌برداری فیلم آقای ترنر جایزهٔ بهترین فیلمبرداری جشنواره فیلم کن (۲۰۱۴) را از آنِ خود کند. او همچنین برای فیلم‌برداری شعبده‌باز (۲۰۰۶) نامزدِ دریافت جایزهٔ اسکار شد.

## گزیده فیلم‌شناسی
- زندگی شیرین است – (۱۹۹۰)
- برهنه – (۱۹۹۳)
- یک ماجراجویی کاملاً بزرگ – (۱۹۹۵)
- رازها و دروغ‌ها – (۱۹۹۶)
- دختران کار – (۱۹۹۷)
- وارونه – (۱۹۹۹)
- نیکلاس نیکلبی – (۲۰۰۲)
- همه یا هیچ – (۲۰۰۲)
- سیزده گفتگو در مورد یک چیز – (۲۰۰۲)
- ورا دریک – (۲۰۰۴)
- مرد سال – (۲۰۰۶)
- شعبده‌باز – (۲۰۰۶)
- بی غم – (۲۰۰۸)
- من و اورسن ولز – (۲۰۰۸)
- سالی دیگر – (۲۰۱۰)
- آقای ترنر – (۲۰۱۴)
- خشم کوبایی – (۲۰۱۴)
- پیترلو – (۲۰۱۸)
- بروکلین بی‌مادر – (۲۰۱۹)
- پسری که باد را مهار کرد – (۲۰۱۹)
- ابرنواختر – (۲۰۲۰)
- یک دست لباس – (۲۰۲۲)